# 阿卡斯區

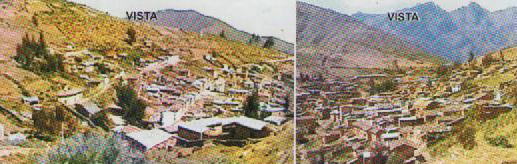

阿卡斯區（西班牙語：Distrito de Acas），是秘魯的一個區，位於該國北部安卡什大區的奧克羅斯省，始建於1857年1月2日，面積252.48平方公里，海拔高度3,689米，2005年人口424，人口密度為每平方公里1.7人。